# Линден-Гров (тауншип, Миннесота)
Линден-Гров (англ. Linden Grove) — тауншип в округе Сент-Луис, Миннесота, США. На 2000 год его население составило 141 человек.

## География
По данным Бюро переписи населения США площадь тауншипа составляет 91,8 км², из которых 91,8 км² занимает суша, водоёмов нет.

## Демография
По данным переписи населения 2000 года здесь находились 141 человек, 54 домохозяйства и 38 семей. Плотность населения —  1,5 чел./км². На территории тауншипа расположено 89 построек со средней плотностью 1,0 построек на один квадратный километр. Расовый состав населения: 90,78 % белых, 3,55 % коренных американцев, 3,55 % азиатов и 2,13 % приходится на две или более других рас.
Из 54 домохозяйств в 42,6 % воспитывались дети до 18 лет, в 59,3 % проживали супружеские пары, в 7,4 % проживали незамужние женщины и в 29,6 % домохозяйств проживали несемейные люди. 24,1 % домохозяйств состояли из одного человека, при том 7,4 % из — одиноких пожилых людей старше 65 лет. Средний размер домохозяйства — 2,61, а семьи — 3,13 человека.
32,6 % населения — младше 18 лет, 2,8 % — в возрасте от 18 до 24 лет, 31,9 % — от 25 до 44, 22,0 % — от 45 до 64, и 10,6 % — старше 65 лет. Средний возраст — 39 лет. На каждые 100 женщин приходилось 113,6 мужчин. На каждые 100 женщин старше 18 приходилось 106,5 мужчин.
Средний годовой доход домохозяйства составлял 38 500 долларов, а средний годовой доход семьи —  48 125 долларов. Средний доход мужчин —  34 167  долларов, в то время как у женщин — 23 125. Доход на душу населения составил 18 004 доллара. За чертой бедности не находилась ни одна семья и 3,1 % всего населения тауншипа.